# 김익삼 (1883년)
김익삼(金益三, 1883년 ~ ?)은 일제강점기의 관료이다.

## 생애
평안북도 선천군 출신이다. 일본에 유학하여 도쿄의 주오 대학을 졸업하고 돌아온 뒤 사법 분야 관리가 되었다.
1913년부터 해주지방법원 통역생으로 재직하기 시작하였고, 1919년에는 황해도 신천군에서 군서기로 근무했다. 1929년에는 수안군 서무주임으로 승진했다.
1930년에 조선총독부 군수로 승진하여 송화군에 발령받았고, 이듬해에는 곡산군으로 이동했다. 곡산군에서 교통과 산업 개발, 임야 개척 사업에 힘을 쏟았다.
곡산군수로 재직 중이던 1935년에 총독부가 편찬한 《조선공로자명감》에 실린 조선인 공로자 353명 중 한 명이다. 일본 정부로부터 훈6등 서보장을 수여받는 등 1936년을 기준으로 종6위 훈6등에 서위되어 있었다.
2008년 발표된 민족문제연구소의 친일인명사전 수록예정자 명단의 관료 부문에 선정되었다.

## 참고자료
- 김익삼(金益三) - 국사편찬위원회